# Clematis elisabethae-carolae
Clematis elisabethae-carolae är en ranunkelväxtart som beskrevs av Werner Rodolfo Greuter. Clematis elisabethae-carolae ingår i släktet klematisar, och familjen ranunkelväxter. Inga underarter finns listade i Catalogue of Life.